# Salix brachycarpa
Salix brachycarpa es una especie de sauce perteneciente a la familia de las salicáceas. Es nativa de Norteamérica.

## Descripción
Es un arbusto que alcanza un tamaño de 0.2-1.5 m de altura. Con tallos erectos o decumbentes, las ramas de color gris-marrón o marrón rojizo, velloso o corto y sedoso a glabrescentes; ramillas de color marrón rojizo, largas y sedosas. Hojas:  estrechamente oblongas, alargadas, estrechamente elípticas, elípticas, estrechamente oblanceoladas, ovadas u obovadas, base redondeada, convexa, cordadas, o subcordadas, el ápice redondeado, agudo, o convexa. La inflorescencia en forma de amentos. El fruto en forma de cápsulas de 3-6,5 mm.

## Taxonomía
Salix brachycarpa fue descrita por Thomas Nuttall y publicado en The North American Sylva 1(2): 69–70, en el año 1842.
Etimología
Salix: nombre genérico latino para el sauce, sus ramas y madera.
brachycarpa: epíteto latino que significa "con el fruto pequeño".
Variedades aceptadas
- Salix brachycarpa var. antimima (C.K. Schneid.) Raup
- Salix brachycarpa var. brachycarpa
- Salix brachycarpa subsp. fullertonensis (C.K. Schneid.) Á. Löve & D. Löve

Sinonimia
- Salix niphoclada Rydb.[5]